# Limón y sal
Limón y sal è il quarto album della cantante messicana Julieta Venegas. Nel 2007 ha ottenuto il Grammy nella categoria "Miglior album di Pop latino", premio condiviso con il cantautore Ricardo Arjona.
Il disco è stato pubblicato in Messico il 30 maggio 2006 e negli Stati Uniti il 6 giugno 2006.
Limón y sal ha venduto più di 1,840,000 copie in tutto il mondo, conquistando il disco di platino in Argentina, Spagna, Messico, ed il Disco d'oro in Cile, Colombia, e Stati Uniti d'America.
Dall'album sono stati estratti i singoli Me voy e Limón y Sal.

## Tracce
1. Canciones de amor – 2:53 (Julieta Venegas)
2. Me voy – 3:10 (Julieta Venegas)
3. Primer día (feat. Dante Spinetta) – 3:57 (Julieta Venegas, Dante Spinetta)
4. Limón y sal – 3:28 (Julieta Venegas, Jorge Villamizar)
5. Dulce compañía – 2:23 (Julieta Venegas)
6. De qué me sirve – 2:37 (Julieta Venegas, Coti Sorokin)
7. A donde sea – 2:57 (Julieta Venegas)
8. Mírame bien – 3:38 (Julieta Venegas)
9. No seré – 2:59 (Julieta Venegas, Coti Sorokin)
10. La última vez – 4:00 (Julieta Venegas, Cachorro López)
11. Eres para mí (feat. Anita Tijoux) – 3:13 (Julieta Venegas, Anita Tijoux)
12. No hace falta – 3:19 (Julieta Venegas, Coti Sorokin, Cachorro López)
13. Te voy a mostrar – 3:19 (Julieta Venegas)
14. Sin documentos (traccia bonus) – 3:49 (Andrés Calamaro)

### DVD Dualdisc
- Canciones en sourround 5.1
- Making Of de la Grabacion
- Video Me voy normal y sourround 5.1

## Classifiche
| Classifiche (2010)           | Posizione massima |
| ---------------------------- | ----------------- |
| Argentina                    | 1                 |
| Italia                       | 14                |
| Messico                      | 1                 |
| Spagna                       | 4                 |
| Stati Uniti                  | 177               |
| Stati Uniti Top Latin Albums | 8                 |
| Svizzera                     | 9                 |